# Serie A2 2013-2014 (pallanuoto maschile)
La Serie A2 2013-2014 è stata la 30ª edizione di questo torneo, che dal 1985 rappresenta il secondo livello del campionato italiano maschile di pallanuoto.
La regular season si è aperta il 7 dicembre 2013 e si è conclusa il 24 maggio 2014 mentre le fasi di Play-off e Play-out sono scattati il 7 giugno e si sono concluse con le gare 3 delle finali promozione, il 28 giugno.
Tra le 24 squadre partecipanti, le due retrocesse dalla Serie A1 sono Ortigia Siracusa e Rari Nantes Camogli; le quattro squadre promosse dalla Serie B sono: Sport Management, Rapallo Nuoto, Rari Nantes Latina e Roma Nuoto. La regione più rappresentata è la Liguria, con otto club iscritti.
La squadra Andrea Doria è stata retrocessa per motivi economici per non avere i soldi per iscriversi all'edizione successiva, quindi il Brescia nonostante avendo perso i play out non venne retrocesso.

## Squadre partecipanti

### Girone Nord
| Club             | Città         | Piscina                                            | Stagione 2012-2013                                 |
| ---------------- | ------------- | -------------------------------------------------- | -------------------------------------------------- |
| Andrea Doria     | Genova        | Piscina comunale di Sori (Sori, GE)                | 11ª nel girone Nord di Serie A2; salva ai Play-out |
| Brescia          | Brescia       | Piscina Lamarmora                                  | 6ª nel girone Nord di Serie A2                     |
| Chiavari         | Chiavari (GE) | Piscina Mario Ravera                               | 4ª nel girone Nord di Serie A2                     |
| Rapallo          | Rapallo (GE)  | Piscina "Giuva Baldini" (Camogli, GE)              | 2ª nel girone 1 di Serie B; promossa ai Play-off   |
| Camogli          | Camogli (GE)  | Piscina "Giuva Baldini"                            | 12ª in Serie A1; retrocessa                        |
| Imperia          | Imperia       | Piscina Felice Cascione                            | 5ª nel girone Nord di Serie A2                     |
| Lavagna '90      | Lavagna (GE)  | Piscina Parco del Tigullio                         | 8ª nel girone Nord di Serie A2                     |
| Quinto           | Quinto (GE)   | Stadio del Nuoto "Gianni Vassallo" (Bogliasco, GE) | 3ª nel girone Nord di Serie A2                     |
| Sori             | Sori (GE)     | Piscina comunale                                   | 7ª nel girone Nord di Serie A2                     |
| Torino '81       | Torino        | Piscina Stadio Monumentale                         | 10ª nel girone Nord di Serie A2; salva ai Play-out |
| Trieste          | Trieste       | Polo Natatorio Città di Trieste "Bruno Bianchi"    | 2ª nel girone Nord di Serie A2; finalista Play-off |
| Sport Management | Verona        | Piscina comunale "Pia Grande" (Monza, MB)          | 1ª nel girone 2 di Serie B; promossa ai Play-off   |

### Girone Sud
| Club              | Città                  | Piscina                                     | Stagione 2012-2013                                  |
| ----------------- | ---------------------- | ------------------------------------------- | --------------------------------------------------- |
| Anzio             | Anzio (RM)             | Piscina comunale                            | 6ª nel girone Sud di Serie A2                       |
| Cagliari          | Cagliari               | Piscina Comunale Terramaini                 | 9ª nel girone Sud di Serie A2                       |
| RN Latina         | Latina                 | Pala Enel "Marco Galli" (Civitavecchia, RM) | 1ª nel girone 3 di Serie B; promossa ai Play-off    |
| President Bologna | Bologna                | Centro sportivo dello Sterlino              | 9ª nel girone Nord di Serie A2                      |
| Catania           | Catania                | Piscina Comunale "F. Scuderi"               | 2ª nel girone Sud di Serie A2; finalista Play-off   |
| Civitavecchia     | Civitavecchia (RM)     | Pala Enel "Marco Galli"                     | 3ª nel girone Sud di Serie A2; finalista Play-off   |
| Muri Antichi      | Tremestieri Etneo (CT) | Piscina Comunale "F. Scuderi" (CT)          | 3ª nel girone Sud di Serie A2                       |
| Ortigia           | Siracusa               | Piscina Paolo Caldarella                    | 11ª in Serie A1; retrocessa dopo spareggio salvezza |
| Roma Nuoto        | Roma                   | Stadio Olimpico del Nuoto                   | 2ª nel girone 3 di Serie B; promossa ai Play-off    |
| Roma Vis Nova     | Roma                   | Stadio Olimpico del Nuoto                   | 4ª nel girone Sud di Serie A2                       |
| Salerno           | Salerno                | Piscina Simone Vitale                       | 8ª nel girone Sud di Serie A2                       |
| Telimar Palermo   | Palermo                | Piscina olimpionica comunale di Palermo     | 5ª nel girone Sud di Serie A2                       |

## Regular season

### Girone Nord

#### Classifica
|  |     | Regular season 2013-2014 | Pti | G  | V  | N | P  | GF  | GS  | DR   |
|  | --- | ------------------------ | --- | -- | -- | - | -- | --- | --- | ---- |
|  | 1.  | Sport Management         | 64  | 22 | 21 | 1 | 0  | 297 | 121 | +176 |
|  | 2.  | Trieste                  | 47  | 22 | 15 | 2 | 5  | 191 | 150 | +41  |
|  | 3.  | Quinto                   | 46  | 22 | 15 | 1 | 6  | 185 | 152 | +33  |
|  | 4.  | Lavagna '90              | 38  | 22 | 12 | 2 | 8  | 209 | 169 | +40  |
|  | 5.  | Torino '81               | 35  | 22 | 11 | 2 | 9  | 191 | 166 | +25  |
|  | 6.  | Sori                     | 35  | 22 | 11 | 2 | 9  | 171 | 172 | -1   |
|  | 7.  | Chiavari                 | 31  | 22 | 9  | 4 | 9  | 198 | 177 | +21  |
|  | 8.  | Camogli                  | 28  | 22 | 8  | 4 | 10 | 182 | 195 | -13  |
|  | 9.  | Andrea Doria             | 25  | 22 | 8  | 1 | 13 | 150 | 166 | -16  |
|  | 10. | Brescia                  | 24  | 22 | 8  | 0 | 14 | 193 | 228 | -35  |
|  | 11. | Imperia                  | 13  | 22 | 4  | 1 | 17 | 137 | 209 | -72  |
|  | 12. | Rapallo                  | 0   | 22 | 0  | 0 | 22 | 144 | 342 | -198 |

#### Calendario e risultati
| 07-12-13 | 1ª giornata                | 08-03-14 |
| 8-3      | Quinto - Imperia           | 8-7      |
| 7-8      | Andrea Doria - Camogli     | 5-8      |
| 4-10     | Trieste - Sport Management | 7-9      |
| 13-8     | Chiavari - Brescia         | 15-10    |
| 17-5     | Torino - Rapallo           | 15-14    |
| 8-10     | Lavagna - Sori             | 13-4     |

| 11-01-14 | 4ª giornata             | 29-03-14 |
| 10-7     | Brescia - Andrea Doria  | 6-8      |
| 7-6      | Quinto - Torino         | 8-7      |
| 2-7      | Sori - Sport Management | 4-10     |
| 5-14     | Rapallo - Chiavari      | 3-13     |
| 7-6      | Camogli - Trieste       | 7-9      |
| 7-11     | Imperia - Lavagna       | 3-10     |

| 01-02-14 | 7ª giornata                | 26-04-14 |
| 9-8      | Sori - Camogli             | 10-10    |
| 6-5      | Trieste - Andrea Doria     | 6-6      |
| 7-15     | Rapallo - Brescia          | 7-9      |
| 9-11     | Chiavari - Quinto          | 10-8     |
| 11-9     | Lavagna - Torino           | 8-10     |
| 20-6     | Sport Management - Imperia | 18-5     |

| 22-02-14 | 10ª giornata              | 17-05-14 |
| 16-5     | Quinto - Rapallo          | 14-7     |
| 6-8      | Andrea Doria - Sori       | 9-8      |
| 10-7     | Trieste - Brescia         | 8-6      |
| 6-6      | Torino - Sport Management | 4-14     |
| 8-8      | Imperia - Camogli         | 4-12     |
| 7-7      | Lavagna - Chiavari        | 12-7     |

| 14-12-13 | 2ª giornata                 | 15-03-14 |
| 7-9      | Brescia- Quinto             | 8-12     |
| 6-9      | Sori - Trieste              | 5-10     |
| 11-19    | Rapallo - Lavagna           | 5-17     |
| 9-10     | Camogli - Torino            | 4-11     |
| 3-4      | Imperia - Andrea Doria      | 7-6      |
| 7-6      | Sport Management - Chiavari | 9-6      |

| 18-01-14 | 5ª giornata                | 05-04-14 |
| 11-7     | Sori - Brescia             | 10-11    |
| 10-5     | Trieste - Imperia          | 7-5      |
| 9-10     | Chiavari - Camogli         | 9-8      |
| 11-8     | Torino - Andrea Doria      | 5-7      |
| 9-8      | Lavagna - Quinto           | 5-12     |
| 22-6     | Sport Management - Rapallo | 17-6     |

| 08-02-14 | 8ª giornata               | 03-05-14 |
| 10-9     | Brescia - Lavagna         | 4-9      |
| 8-12     | Quinto - Sport Management | 5-14     |
| 6-8      | Andrea Doria- Chiavari    | 10-6     |
| 20-6     | Camogli - Rapallo         | 12-9     |
| 7-8      | Torino - Trieste          | 7-8      |
| 3-6      | Imperia - Sori            | 5-10     |

| 01-03-14 | 11ª giornata               | 24-05-14 |
| 13-5     | Brescia - Imperia          | 10-8     |
| 7-6      | Sori - Torino              | 1-9      |
| 2-11     | Rapallo - Andrea Doria     | 8-13     |
| 4-9      | Camogli - Quinto           | 6-6      |
| 9-9      | Chiavari - Trieste         | 7-9      |
| 16-5     | Sport Management - Lavagna | 17-9     |

| 21-12-13 | 3ª giornata                | 22-03-14 |
| 7-4      | Andrea Doria - Quinto      | 4-6      |
| 18-7     | Trieste - Rapallo          | 19-7     |
| 6-6      | Chiavari - Sori            | 8-10     |
| 12-7     | Torino - Imperia           | 8-3      |
| 12-4     | Lavagna - Camogli          | 7-7      |
| 20-6     | Sport Management - Brescia | 15-3     |

| 25-01-14 | 6ª giornata                | 12-04-14 |
| 9-12     | Brescia - Torino           | 12-14    |
| 5-3      | Quinto - Trieste           | 8-7      |
| 7-8      | Andrea Doria - Lavagna     | 5-10     |
| 8-17     | Rapallo - Sori             | 6-15     |
| 6-15     | Camogli - Sport Management | 5-12     |
| 10-9     | Imperia - Chiavari         | 4-9      |

| 15-02-14 | 9ª giornata                     | 10-05-14 |
| 8-6      | Sori - Quinto                   | 4-7      |
| 8-6      | Trieste - Lavagna               | 10-9     |
| 6-16     | Rapallo - Imperia               | 4-13     |
| 11-10    | Camogli - Brescia               | 8-12     |
| 10-7     | Chiavari - Torino               | 8-8      |
| 10-5     | Sport Management - Andrea Doria | 17-4     |

### Girone Sud

#### Classifica
|  |     | Regular season 2013-2014 | Pti | G  | V  | N | P  | GF  | GS  | DR   |
|  | --- | ------------------------ | --- | -- | -- | - | -- | --- | --- | ---- |
|  | 1.  | Civitavecchia            | 58  | 22 | 18 | 4 | 0  | 302 | 171 | +131 |
|  | 2.  | Ortigia                  | 50  | 22 | 16 | 2 | 4  | 262 | 197 | +65  |
|  | 3.  | Roma Vis Nova            | 49  | 22 | 16 | 1 | 5  | 256 | 183 | +73  |
|  | 4.  | Catania                  | 46  | 22 | 15 | 1 | 6  | 272 | 183 | +89  |
|  | 5.  | Telimar Palermo          | 42  | 22 | 14 | 0 | 8  | 244 | 205 | +39  |
|  | 6.  | President Bologna        | 34  | 22 | 11 | 1 | 10 | 204 | 194 | +10  |
|  | 7.  | Salerno                  | 32  | 22 | 11 | 0 | 11 | 232 | 224 | +8   |
|  | 8.  | RN Latina                | 24  | 22 | 8  | 0 | 14 | 217 | 251 | -34  |
|  | 9.  | Roma Nuoto               | 23  | 22 | 7  | 2 | 13 | 241 | 250 | -9   |
|  | 10. | Muri Antichi             | 19  | 22 | 6  | 1 | 15 | 211 | 226 | -15  |
|  | 11. | Cagliari                 | 11  | 22 | 3  | 2 | 17 | 161 | 271 | -110 |
|  | 12. | Anzio                    | 0   | 22 | 0  | 0 | 22 | 159 | 396 | -237 |

- Salerno 1 punto di penalità.[1]

#### Calendario e risultati
| 07-12-13 | 1ª giornata             | 08-03-14 |
| 9-8      | Muri Antichi - Cagliari | 7-7      |
| 14-11    | Salerno - Roma Nuoto    | 11-12    |
| 10-11    | Telimar - Civitavecchia | 7-11     |
| 11-12    | Catania - Vis Nova      | 5-8      |
| 9-12     | President - Latina      | 10-8     |
| 16-6     | Ortigia - Anzio         | 27-4     |

| 11-01-14 | 4ª giornata              | 29-03-14 |
| 12-8     | Vis Nova - Salerno       | 9-13     |
| 9-11     | Muri Antichi - President | 6-8      |
| 4-19     | Anzio - Civitavecchia    | 2-35     |
| 7-9      | Latina - Catania         | 7-11     |
| 11-13    | Roma Nuoto - Telimar     | 9-13     |
| 10-11    | Cagliari - Ortigia       | 10-19    |

| 01-02-14 | 7ª giornata              | 26-04-14 |
| 11-15    | Anzio - Roma Nuoto       | 4-20     |
| 11-9     | Telimar - Salerno        | 12-11    |
| 6-9      | Latina - Vis Nova        | 9-18     |
| 13-10    | Catania - Muri Antichi   | 11-6     |
| 12-7     | Ortigia - President      | 10-8     |
| 22-6     | Civitavecchia - Cagliari | 16-6     |

| 22-02-14 | 10ª giornata              | 17-05-14 |
| 14-12    | Muri Antichi - Latina     | 5-10     |
| 19-14    | Salerno - Anzio           | 18-11    |
| 9-11     | Telimar - Vis Nova        | 13-10    |
| 8-8      | President - Civitavecchia | 7-12     |
| 9-9      | Cagliari - Roma Nuoto     | 11-22    |
| 13-7     | Ortigia- Catania          | 8-18     |

| 14-12-13 | 2ª giornata             | 15-03-14 |
| 15-10    | Vis Nova - Muri Antichi | 13-10    |
| 6-13     | Anzio - Telimar         | 11-16    |
| 9-11     | Latina - Ortigia        | 8-15     |
| 13-7     | Roma Nuoto - President  | 5-13     |
| 5-0      | Cagliari - Salerno      | 5-11     |
| 9-5      | Civitavecchia - Catania | 13-13    |

| 18-01-14 | 5ª giornata            | 05-04-14 |
| 6-14     | Anzio - Vis Nova       | 4-21     |
| 11-5     | Telimar - Cagliari     | 12-4     |
| 23-13    | Catania - Roma Nuoto   | 9-8      |
| 9-8      | President - Salerno    | 9-10     |
| 11-4     | Ortigia - Muri Antichi | 14-8     |
| 12-8     | Civitavecchia - Latina | 19-8     |

| 08-02-14 | 8ª giornata                  | 03-05-14 |
| 8-9      | Vis Nova - Ortigia           | 7-10     |
| 9-11     | Muri Antichi - Civitavecchia | 8-10     |
| 10-9     | Salerno - Catania            | 8-14     |
| 10-11    | Roma Nuoto - Latina          | 10-9     |
| 11-6     | President - Telimar          | 8-7      |
| 12-9     | Cagliari - Anzio             | 13-8     |

| 01-03-14 | 11ª giornata              | 24-05-14 |
| 11-6     | Vis Nova - Cagliari       | 15-7     |
| 9-10     | Anzio - President         | 5-20     |
| 14-8     | Latina - Salerno          | 8-18     |
| 10-9     | Roma Nuoto - Muri Antichi | 11-12    |
| 9-10     | Catania - Telimar         | 9-8      |
| 13-6     | Civitavecchia - Ortigia   | 9-9      |

| 21-12-13 | 3ª giornata              | 22-03-14 |
| 9-8      | Salerno - Muri Antichi   | 8-11     |
| 15-10    | Telimar - Latina         | 11-9     |
| 23-5     | Catania - Anzio          | 20-4     |
| 12-5     | President - Cagliari     | 10-6     |
| 6-6      | Ortigia - Roma Nuoto     | 17-12    |
| 11-11    | Civitavecchia - Vis Nova | 10-9     |

| 25-01-14 | 6ª giornata                | 12-04-14 |
| 15-4     | Vis Nova - President       | 10-8     |
| 8-16     | Muri Antichi - Telimar     | 10-15    |
| 12-10    | Salerno - Ortigia          | 12-9     |
| 12-10    | Latina - Anzio             | 18-10    |
| 12-13    | Roma Nuoto - Civitavecchia | 8-17     |
| 4-13     | Cagliari - Catania         | 5-22     |

| 15-02-14 | 9ª giornata             | 10-05-14 |
| 8-17     | Anzio - Muri Antichi    | 5-21     |
| 8-13     | Telimar - Ortigia       | 8-9      |
| 10-8     | Latina - Cagliari       | 12-9     |
| 8-10     | Roma Nuoto - Vis Nova   | 6-8      |
| 7-6      | Catania - President     | 11-9     |
| 10-5     | Civitavecchia - Salerno | 11-10    |

## Play off

### Tabellone 1
|  | Semifinali | Semifinali       | Semifinali | Semifinali | Semifinali |  |  | Finale | Finale           | Finale           | Finale | Finale |  |
|  |            |                  |            |            |            |  |  |        |                  |                  |        |        |  |
|  | 1N         | Sport Management | 12         | 10         | 16         |  |  |        |                  |                  |        |        |  |
|  | 4S         | Catania          | 11         | 11         | 15         |  |  | 1N     | Sport Management | Sport Management | 8      | 6      |  |
|  | 2S         | Ortigia          | 8          | 4          | 9          |  |  | 2S     | Ortigia          | Ortigia          | 7      | 8      |  |
|  | 3N         | Quinto           | 2          | 8          | 7          |  |  |        |                  |                  |        |        |  |

### Tabellone 2
|  | Semifinali | Semifinali    | Semifinali    | Semifinali | Semifinali |  |  | Finale | Finale        | Finale        | Finale | Finale |  |
|  |            |               |               |            |            |  |  |        |               |               |        |        |  |
|  | 1S         | Civitavecchia | Civitavecchia | 10         | 9          |  |  |        |               |               |        |        |  |
|  | 4N         | Lavagna '90   | Lavagna '90   | 8          | 8          |  |  | 1S     | Civitavecchia | Civitavecchia | 14     | 10     |  |
|  | 2N         | Trieste       | Trieste       | 6          | 9          |  |  | 3S     | Roma Vis Nova | Roma Vis Nova | 15     | 8      |  |
|  | 3S         | Roma Vis Nova | Roma Vis Nova | 8          | 12         |  |  |        |               |               |        |        |  |

## Play-out
|                        | Gara 1 | Gara 2 |
| ---------------------- | ------ | ------ |
| Brescia - Cagliari     | 11-5   | 13-7   |
| Muri Antichi - Imperia | 7-8    | 5-10   |

## Verdetti
- Sport Management e  Roma Vis Nova promosse in Serie A1.
- Rapallo,  Anzio,  Cagliari e  Andrea Doria retrocesse in Serie B.